# Aedes eritreae
Aedes eritreae är en tvåvingeart som beskrevs av Lewis 1942. Aedes eritreae ingår i släktet Aedes och familjen stickmyggor. Inga underarter finns listade i Catalogue of Life.